# Yume to Kyōki no Ōkoku
Yume to Kyōki no Ōkoku (夢と狂気の王国, Reino do Sonho e da Fantasia (título em Portugal) ou Estúdio Ghibli: Reino de Sonhos e Loucura (título no Brasil)) é um documentário japonês realizado por Mami Sunada, que segue a rotina dos funcionários do Studio Ghibli, incluindo os realizadores Hayao Miyazaki, Isao Takahata e Toshio Suzuki, na medida em que trabalharam para lançar os dois filmes, Kaze Tachinu e Kaguya-hime no Monogatari simultaneamente. Estreou-se no Japão a 16 de novembro de 2013, e foi exibido em Portugal pelo Monstra Festival a 13 de março de 2015.

## Elenco
- Hayao Miyazaki
- Toshio Suzuki
- Isao Takahata
- Hideaki Anno

## Lançamento
O documentário foi exibido no Festival Internacional de Cinema do Hauaí em 2014. Em março de 2015, foi introduzido ao catálogo do serviço de fluxo de média Netflix. Foi lançado em DVD e disco blu-ray a 21 de maio de 2014.

## Receção
Yume to Kyōki no Ōkoku teve uma receção geralmente favorável por parte da crítica especializada. No sítio Rotten Tomatoes, o documentário mantém um índice de aprovação de 91%, com uma classificação média de 7,2 de 10. Sam Byford do The Verge escreveu: "Este documentário é essencial para qualquer fã do Studio Ghibli, para quem aprecia o seu trabalho por si só". David Ehrlich do jornal The A.V. Club escreveu: "É uma percussão emocional que está quase ao nível de um dos filmes de Hayao Miyazaki ou de Isao Takahata, uma delicada representação do espírito artístico".
Brian Tallerico do sítio RogerEbert.com deu ao documentário uma classificação de três estrelas, com quatro sendo o máximo, tendo escrito que o realizador Mami Sunada: "capta algo poético sobre a arte e criatividade que pode se expressar com qualquer adepto da animação e outras pessoas". Peter Debruge da revista Variety escreveu: "A atmosfera dentro do Studio Ghibli indica um idílio quase zen, mas o processo de realização da animação é meticuloso, e por vezes árduo, Mami Sunada fez-nos apreciar a magia ainda mais".

## Reconhecimentos
| Ano  | Prémios                                             | Categorias          | Destinatários e nomeados | Resultado | Referências |
| ---- | --------------------------------------------------- | ------------------- | ------------------------ | --------- | ----------- |
| 2014 | Mostra Internacional de Cinema e Televisão Feminino | Melhor documentário | Yume to Kyōki no Ōkoku   | Venceu    | [ 13 ]      |
| 2014 | Filmes do Sul                                       | Melhor documentário | Yume to Kyōki no Ōkoku   | Indicado  | [ 14 ]      |